# Abeid Karume

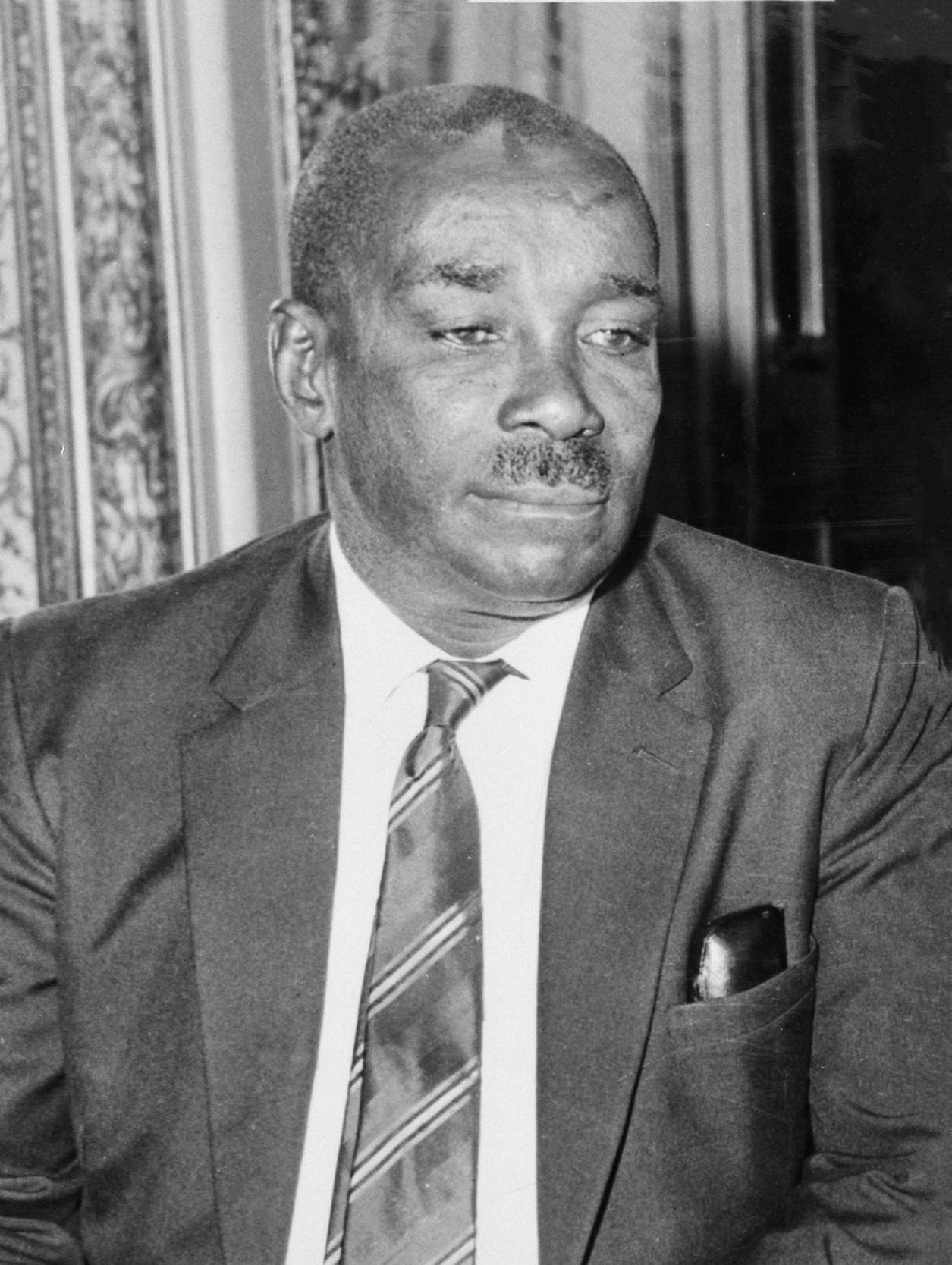
Abeid Karume, 1964.

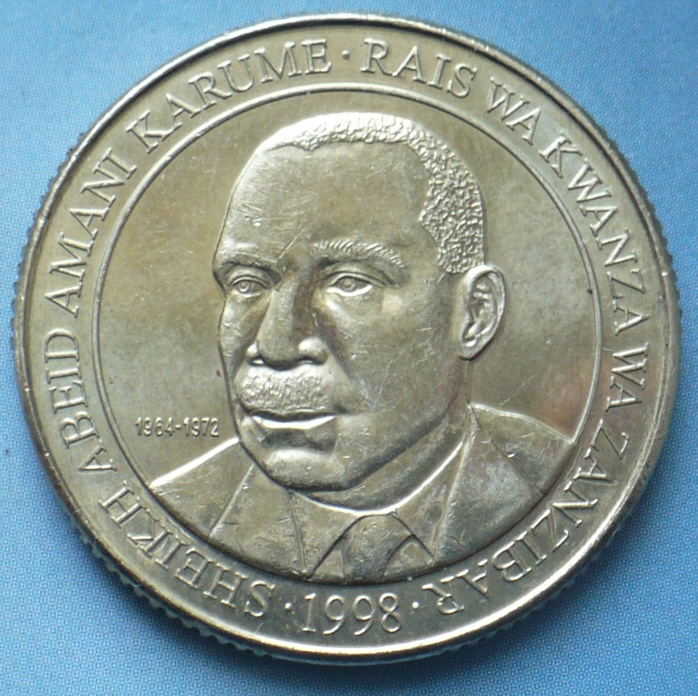
Abeid Karume på ett tanzaniskt mynt.

Sheikh Abeid Amani Karume, född 4 augusti 1905 i Zanzibar, död 7 april 1972 i staden Zanzibar, var den första presidenten i Zanzibar. Han fick titeln efter en folklig revolution som ledde till att den sista sultanen på ön avsattes i januari 1964. Tre månader senare bildades landet Tanzania, vilket gjorde att Karume blev den första vicepresidenten i landet med Julius Nyerere som president. Han är far till Zanzibars nuvarande president, Amani Abeid Karume.

## Tidig karriär
Karume, som skall ha fötts i byn Mwera år 1905, var lågutbildad och arbetade som sjöman innan han intresserade sig för politik. Han lämnade Zanzibar tidigt och reste runt till bland annat London, där han fick förståelse för geopolitik och internationella affärer. Karume utvecklade en kontrollapparat genom att utöka Afro-Shirazi Party och dess relationer med Tanganyika African National Union.

## Revolutionen i Zanzibar
Den 10 december 1963 beviljade Storbritannien självständighet till Zanzibar efter att ZNP tillsammans med ZPPP vann valet. Sultanen var konstitutionell monark. De första valen gav Zanzibar National Party (ZNP) regeringskontroll trots att Karumes Afro-Shirazy Party vunnit en majoritet av rösterna. Karume var villig att godta valresultatet och samarbeta med den nya regeringen, och informerade en brittisk polisofficer om den revolution som skulle komma att inträffa.
Han befann sig inte på Zanzibar den 12 januari 1964 när revolutionen ägde rum, utan befann sig istället på det afrikanska fastlandet. Revolutionens upphovsman var en tidigare okänd ugandier, John Okello. Revolutionen var våldsam och kort, och revolutionärerna blev kvar vid makten. Tusentals zanzibarer, mestadels med arabiskt ursprung, dödades, och relativt få revolutionärer dog. Revolutionen avslutade en närmare 500 år lång arabisk dominans på ön under vilken den arabiska slavhandeln hade resulterat i en stor ilska hos majoriteten av befolkningen, det vill säga afrikanerna.

## Maktkamp
När Okello hade tagit kontroll över ön inbjöd han Karume att komma tillbaka till ön för att tillträda som president. Andra zanzibarier i utländska territorier inbjöds också till landet, däribland den marxistiska politikern Abdulrahman Mohammad Babu, som tillträdde det revolutionära rådet. Okello reserverade titeln fältmarskalk åt sig själv, en position med odefinierad makt. Vad som följde var en tre månader lång intern kamp för makt.
Karume använde sina politiska färdigheter för att liera ledarna i de närliggande afrikanska länderna mot Okello, och bjöd tanganyikiska polisofficerer till ön för att upprätthålla ordningen. Så snart Okello reste ut ur landet förklarade Karume honom som statsfiende och tillät honom inte att återvända. På grund av den tanganyikiska polisens närvaro och Okellos frånvaro gjorde hans anhängare inget motstånd.
Karumes andra viktiga politiska drag var att skapa en union med Tanganyikas president Julius Nyerere i april 1964. Unionen garanterade att det nya landet, kallat Tanzania, inte skulle liera sig själv med Sovjetunionen och kommunistblocket, vilket A.M. Babu hade förespråkat. Efter detta marginaliserade Karume Babus makt till närmast obefintlig. Marxistledaren tvingades senare fly Tanzania efter att ha anklagats för att ha varit hjärnan bakom mordet på Karume 1972.

## Mord och arv
Karume lönnmördades i april 1972 i Zanzibars stenstad. Fyra revolvermän sköt honom till döds när han spelade bao vid Afro-Shirazy Partys huvudkvarter. Repressalier följde mot de människor som misstänktes ha varit motståndare till Karumes regim. Amani Abeid Karume, Karumes son, är den nuvarande presidenten på Zanzibar, vilket han valdes till år 2000 och 2005.